# Udo Stimpel
Udo Stimpel (* 1. Oktober 1956 in Bad Gottleuba) ist ein ehemaliger deutscher Fußballspieler in der Abwehr. Er spielte für den FC Vorwärts Frankfurt (Oder) und die BSG Energie Cottbus in der DDR-Oberliga.

## Karriere
Stimpel spielte in seiner Jugend von 1962 bis 1969 bei der BSG Lokomotive Pirna und von 1969 bis 1973 bei dem FSV Lokomotive Dresden. Anschließend ging er zur zweiten Mannschaft der SG Dynamo Dresden, wo er bis 1977 blieb. Danach wurde Stimpel vom Oberligisten FC Vorwärts Frankfurt (Oder) verpflichtet. Dort debütierte er am 1. Spieltag der Saison 1977/78, als er am 13. August 1977 bei der 3:1-Niederlage gegen den FC Karl-Marx-Stadt in der 77. Minute für Ralph Conrad eingewechselt wurde. Als blieb in dieser Saison sein einziger Einsatz für die erste Mannschaft. Nach dem Abstieg in die zweitklassige DDR-Liga und dem direkten Wiederaufstieg absolvierte Stimpel 1979/80 noch zwei Spiele, bevor er 1980 zum DDR-Ligisten BSG Energie Cottbus wechselte. In seiner ersten Spielzeit kam er auf lediglich vier Einsätze. Nach dem Aufstieg in die Oberliga avancierte er 1981/82 zum Stammspieler. Am Ende verzeichnete er 19 Ligaspiele. Sein erstes und einziges Tor schoss Stimpel am 19. Dezember 1981 ausgerechnet gegen seinen ehemaligen Verein FC Vorwärts Frankfurt (Oder). Cottbus verlor das Spiel mit 5:2. Am 17. April 1982 kassierte er bei der 7:2-Niederlage gegen den BFC Dynamo in der 42. Minute eine rote Karte. In den folgenden Spielzeiten gehörte er zum Stammpersonal in der DDR-Liga. Bis 1985 kam er auf 62 weitere Einsätze und vier Tore. 1985/86 wurde Stimpel nur noch achtmal eingesetzt. Nach dem Aufstieg in die Oberliga wurde er nur noch einmal eingewechselt. 1988 wechselte er zur BSG Motor Forst, wo er seine Karriere 1989 beendete.